# EXH〜EXILE HOUSE〜 (映像作品)
『EXH〜EXILE HOUSE〜』（イーエックスエイチ エグザイル ハウス）は、EXILEの冠番組『EXH〜EXILE HOUSE〜』の映像作品である。2011年1月26日にrhythm zoneから発売された。

## 概要
EXILEの冠番組『EXH〜EXILE HOUSE〜』から、LIVE映像18曲と未放送のトーク映像を収録。

## チャプター
1. Choo Choo TRAIN
2. Someday
3. Ti Amo
4. WON'T BE LONG
5. SUMMER TIME LOVE
6. 優しい光
7. 真夏の果実
8. 運命のヒト
9. 変わらないモノ
10. ふたつの唇
11. 愛すべき未来へ
12. Heavenly White
13. Lovers Again
14. Angel
15. If〜I Know〜
16. 道
17. 遠く遠く
18. Pure
19. 【トーク】ゲスト：新メンバー（2009/11/28 OA）
20. 【トーク】ゲスト：HIRO＆ATSUSHI（2010/3/27 OA）